# Imamura Shikō

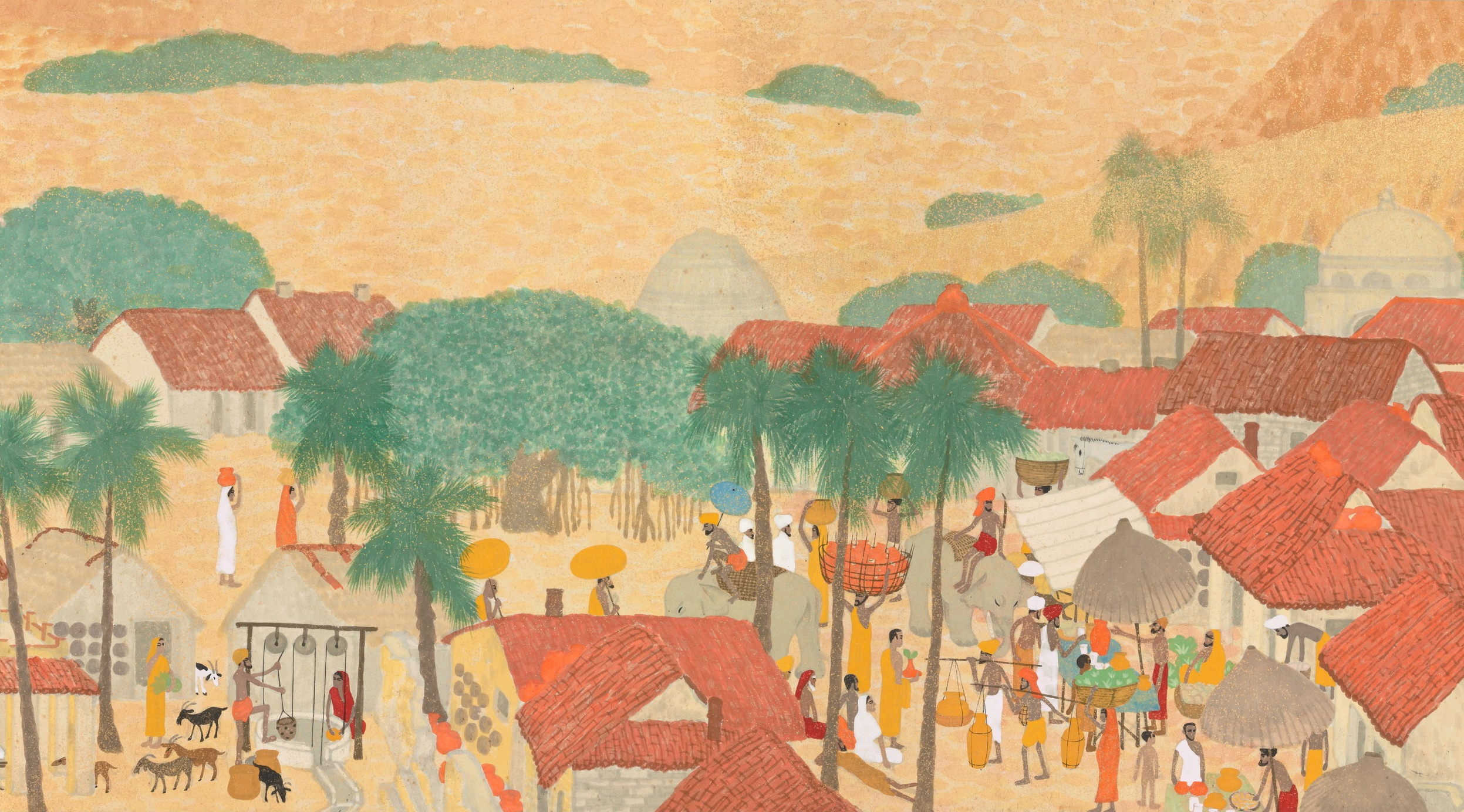
Aus dem Band „Tropische Länder“

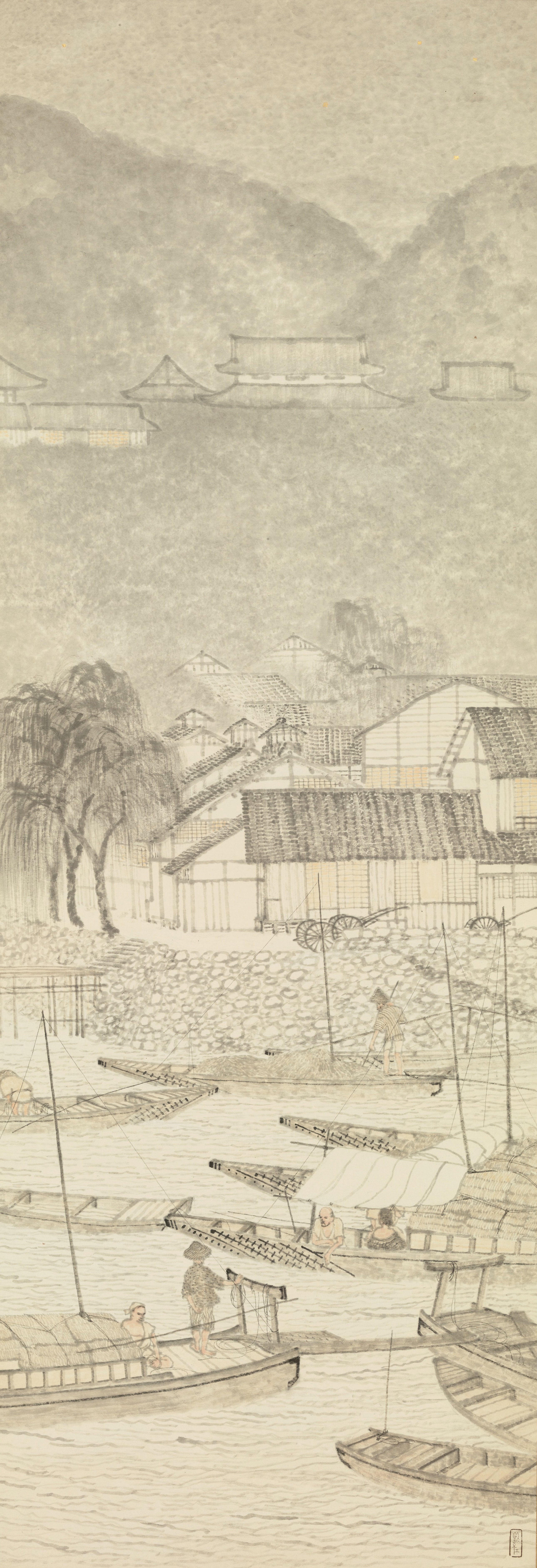
Mii-dera

Imamura Shikō (japanisch 今村 紫紅; geb. 16. Dezember 1880 in Yokohama; gest. 28. Februar 1916) war ein japanischer Maler der Nihonga-Richtung.

## Leben und Wirken
Imamura wurde in Yokohama geboren; sein Vorname war Jusaburō (壽三郎). Ab 1894 lernte er bei Yamada Basuke (山田馬介; 1871–?) Aquarellmalerei im englischen Stil. 1897 zog er um nach Tokio und nahm zusammen mit seinem Bruder Unterricht in der Kunstschule Angadō (安雅堂) des Malers Matsumoto Fūko (1840–1923). Zwei Jahre später reichte er Bilder ein im Nihon Bijutsu-in und in der Nihon Kaiga Kyōkai. Im folgenden Jahr schloss er sich der von Yasuda Yukihiko geleiteten Künstlergruppe Shikō-kai (紫光会) an, in der sich Schüler von Kobori Tomome (小堀鞆音; 1864–1931) zusammengeschlossen hatten. Daraufhin änderte die Gruppe ihren Namen wegen seines gleich geschriebenen Künstlernamens in Kōji-kai (紅児会). Diese Gruppe arbeitete an einer neuen Form der „Malerei im japanischen Stil“, die weniger akademisch sein sollte, als die unter Einfluss von Okakura Kakuzō malenden Künstler Yokoyama Taikan, Hishida Shunsō und Shimomura Kanzan.
Im Jahr 1905 wurde Imamura Mitglied der Tatsumi Gakai (辰巳画会). 1907 schloss er sich dem Nihon Bijutsuin an, deren malende Mitglieder nach Izura (五浦) in der Präfektur Ibaraki gezogen waren. Dort kam er unter den Einfluss von Okakura und hatte persönlichen Kontakt mit Taikan, ShunsO und Kanzan. Im selben Jahr wurde er Mitbegründer der Nationalen Kunst Vereinigung (玉成会) und wurde eins der führenden Mitglieder. – Auf der 5. Ausstellung des Kultusministeriums 1911 erhielt Imamura Anerkennung für seine eingereichten Bilder „Unter Kirschblüten“ (護花鈴, Gokarei) und auf der 6. für seine „Acht Ansichten am Biwa-See“.
1914 reiste Imamura nach Indien und hielt das Gesehene fest in der in lebhaften Farben ausgeführten Serie „Tropische Land“ (熱國之巻; Nekkoku no maki; 2 Bände), das er auf der ersten Ausstellung des wieder erstandenen Nihon Bijutsu-in, dem er sich angeschlossen hatte, zeigte.
Im selben Jahr gründete er die Vereinigung Sekiyō-kai (赤曜会) in Tōkyōs Stadtteil Meguro, zusammen mit Hayami Gyoshū, Ushida Keison (牛田鶏村; 1890–1976), Omoda Seiju und Koyama Taigetsu (小山大月; 1891–1946), die alle unter Matsumoto Fukō studiert hatten, und Nakamura Gakuryō (中村岳陵; 1890–1969), der Schüler von Kawanabe Mitate (川辺御楯; 1838–1905) gewesen war. Dort versuchte man, den Nihonga-Stil weiterzuentwickeln. Die Gruppe löste sich nach Imamuras plötzlichen Tod 1916 auf.
Imamura begann sein Studium der Malerei in der Yamato-e-Tradition, nahm dann Einflüsse der Rimpa-Schule und der westlichen Malerei auf. Er war sehr von Tomioka Tessai beeindruckt und nahm Elemente der Nanga-Malerei auf. Seinerseits übte er auf Hayami starken Einfluss aus.